# Luttekepoort (Harderwijk)
De Luttekepoort was een landpoort in Harderwijk. De poort was een van de vier landpoorten van de stad. De andere landpoorten waren de Peelen-, de Grote- en de Smeepoort.
Omdat er een Grotepoort bestond veronderstelde men, ten onrechte, dat de Luttekepoort dus een kleine poort moet zijn geweest. De oude naam voor die poort was Nicolaaspoort, zo genoemd omdat de weg naar de St. Nicolaaskerk er door liep. Na het verdwijnen van die kerk in 1415 verloor die naam zijn betekenis en werd de poort genoemd naar het "Luttick Loo", een bosschage vóór die poort. De poort zelf bestaat niet meer, de straat die ernaar werd vernoemd (de Luttekepoortstraat) wel.

## De Luttekepoort in de geschiedenis
Mr. Johan Schrassert, Raad en Secretaris van Harderwijk, beschreef de Luttekepoort in 1729, in zijn "Hardervicum Antiquum ofte Beschryvinge der Stadt Harderwyck" als volgt:
nademaal sy het oog van alle Vreemdelingen in verwondering trock door drie over-fraaije Torens besijden malkander staande, soo hoog dat een middelmatig Dorp aan yder van deselve genoeg zou hebben, om daar mede te proncken: behalven een Toren van dicke gestaltenis op de wijse van een Burgt (die nog staat) ende nog een ander van stomper gedaante: wiends wederga men dienvolgens nergens vind, als te Angiers in Vranckryck.

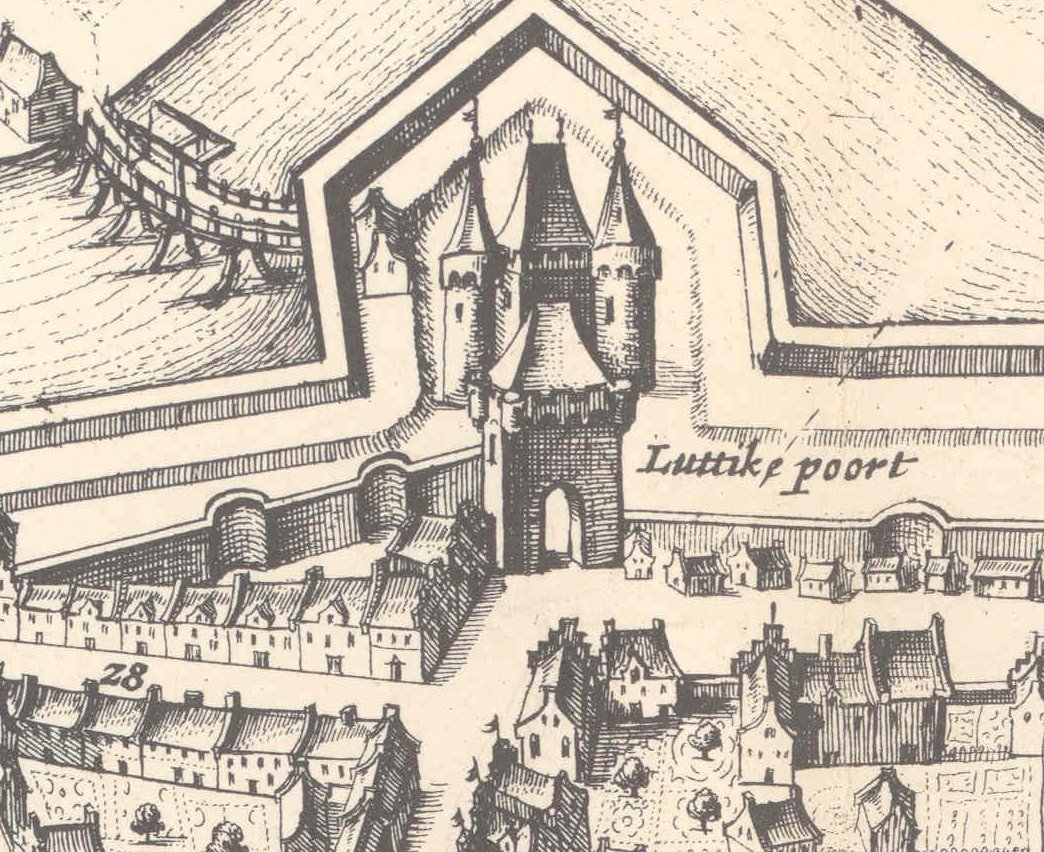
Luttekepoort door Nicolaes Geelkerken 1639

De hoofdpoort van de Luttekepoort bestond uit een zware vierkante poorttoren in de stadsmuur. Deze werd geflankeerd door een ronde toren van de stadsmuur die in de 17e eeuw als ammunitietoren diende. De hoofdpoort diende in de 16e en 17e eeuw ook wel als gevangenis. Na de grote stadsbrand in 1503 vergaderde het stadsbestuur in de toren. Rond 1520 is de Luttekepoort uitgebreid door de hertog van Gelre met een grote middelste poort voor de hoofdpoort. Deze bestond uit twee ronde torens van ongeveer negen meter doorsnede met daartussen een poort. Deze is in 1673 opgeblazen door de Franse bezetter. Bij de aanleg van de Houtwalparkeergarage in 2009 werd een van deze torens deels opgegraven. Dit deel is verplaatst naar de bodem van de parkeergarage, waar het bezichtigd kan worden. De vierkante hoofdpoort werd in 1803 gesloopt. Alleen van de ammunitietoren resteert nog een deel.

## Herbouw van de Luttekepoort
In 2018 werd door drie Harderwijkers het plan gelanceerd om de Luttekepoort in Harderwijk te herbouwen. De herbouwde poort zou in 2031, bij het 800-jarig bestaan van de stad Harderwijk, moeten zijn voltooid. Eind 2018 werd een voorstel door de gemeenteraad van Harderwijk aangenomen om daadwerkelijk onderzoek te doen naar herbouw van de Luttekepoort. Archeologisch bodemonderzoek vond in 2020 plaats.